# ويليام جونز(أخصائي عيون)
وليام جونز (بالإنجليزية: William Jones)‏ (1763-1831) صانع إنجليزي للأدوات البصرية وغيرها من الأدوات العلمية، وكان توماس جفرسون من بين عملائه في لندن. قام فيما بعد بتأسيس شراكة مع شقيقه الأصغر صموئيل جونز. كان الأخوان من بين أكثر صانعي الآلات العلمية نجاحًا في لندن في فترة أواخر القرن الثامن عشر وأوائل القرن التاسع عشر. في عام 1797، قدم جونز مربع السدس أو صندوق آلة السدس للملاحة البحرية، والذي كان أعجوبة مبكرة من التصغير الميكانيكي.
نشر وليام وصموئيل وصف لآلية استخدام أداة Orrery (النموذج الميكانيكي للمجموعة الشمسية الذي يوضح أو يتنبأ بالمواقع والحركات النسبية للكواكب والأقمار، عادةً وفقًا لنموذج مركز الشمس)،وذلك للترويج لأدواتهم ووصف استخدامها. وعملا في هولبورن من عام 1792 إلى 1800.